# Fredrik Vilhelm av Brandenburg-Schwedt
Fredrik Vilhelm av Brandenburg-Schwedt, tyska: Friedrich Wilhelm von Brandenburg-Schwedt, född 27 december 1700 på Oranienbaums slott i nuvarande Oranienbaum-Wörlitz, furstendömet Anhalt-Dessau, död 4 mars 1771 på Wildenbruchs slott, Brandenburg, var titulär markgreve av Brandenburg-Schwedt och prins av Preussen som medlem av huset Hohenzollern.

## Biografi
Fredrik Vilhelm var son till markgreve Filip Vilhelm av Brandenburg-Schwedt (1669–1711), ståthållare i hertigdömet Magdeburg, i äktenskapet med Johanna Charlotta av Anhalt-Dessau, (1682–1750), dotter till furst Johan Georg II av Anhalt-Dessau. Fadern avled redan 1711 och Fredrik Vilhelm kom att uppfostras vid det preussiska hovet med sin farbror Fredrik I av Preussen och kusin Fredrik Vilhelm I av Preussen som förmyndare. Han kom att präglas av Fredrik Vilhelms brutala sätt och hårda arbetsmoral, som han själv i mycket efterliknade.
Han erhöll redan 1711 sitt eget regemente, Brandenburg Schwedt zu Pferde. Han kom dock aldrig att leda det i fält. På sin grand tour reste han 1715 till Genève och 1716 vidare till Italien. 1719 återvände han till Preussen, där han erhöll Svarta örns orden av kung Fredrik Vilhelm I. Den 15 juni 1723 utnämndes han till generalmajor i preussiska armén. Han fördes fram som kandidat till att bli ny hertig av Kurland och valdes, men kunde aldrig genomdriva sitt anspråk. Den 10 juli 1737 befordrades han till generallöjtnant. Under Fredrik II:s regering kom han däremot att falla i onåd och förlorade sina militära befäl. Äktenskapet med Fredrik II:s syster Sofia Dorothea, som var 19 år yngre, hade arrangerats på kung Fredrik Vilhelm I:s order men blev omvittnat olyckligt. Hon vädjade om och erhöll beskydd från Fredrik II efter att ha flytt maken och levde under den senare delen av äktenskapet helt separat på jaktslottet Monplaisir utanför Schwedt.
Fredrik Vilhelm var benägen till skämt och upptåg, som han utsatte både vänner och undersåtar för. Hans passion för jakt gjorde att kejsar Karl VI utnämnde honom till det Tysk-romerska rikets ärkejägmästare.
Han genomförde omfattande arbeten för effektivisering och försköning på sina egendomar. I Schwedt lät han bygga om slottet och utökade slottsträdgården samt lät förlänga paradgatan Schlossfreiheit, nuvarande Lindenallee, och lät utsmycka den med klassicistiska statyer inspirerade av vistelsen i Italien. Vid Fredrik Vilhelms hov verkade under 1730-talet Friedrich Wilhelm von Seydlitz som page, som sedermera blev kavallerigeneral i Fredrik den stores armé. Von Seydlitz ska dock ha stått under dåligt inflytande av markgreven vilket präglade hans senare livsföring.
Fredrik Vilhelm avled 1771 i Wildenbruch efter att ha ådragit sig en kraftig förkylning på en fisketur. Han gravsattes i den franska kyrkan i Brandenburg-Schwedt (nuv. Berlischkypaviljongen) tillsammans med sin gemål Sofia Dorotea. Då han saknade legitima söner som överlevt till vuxen ålder efterträddes han som huvudman för linjen Brandenburg-Schwedt av sin yngre bror Fredrik Henrik.

## Familj
Han gifte sig 10 november 1734 i Potsdam med prinsessan Sofia Dorothea av Preussen (1719–1765), dotter till kung Fredrik Vilhelm I av Preussen.
De fick följande barn:
- Fredrika Dorothea Sofia av Brandenburg-Schwedt (1736–1798), gift 1753 med hertig Fredrik II Eugen av Württemberg (1732–1797)

- Elisabeth Louise av Brandenburg-Schwedt (1738–1820), gift 1755 med prins August Ferdinand av Preussen (1730–1813)

- Georg Filip (1741–1742)
- Philippine av Brandenburg-Schwedt (1745–1800), gift

1) 1773 med lantgreve Fredrik II av Hessen-Kassel (1720–1785),
2) 1794 med greve Georg Ernst Levin von Wintzingerode (1752–1834)
- Georg Fredrik Vilhelm (1749–1751)

Dessutom hade Fredrik Vilhelm en utomäktenskaplig son:
- Georg Wilhelm, adlad von Jaegersfeld (1725–1797), preussisk officer, stamfar till släkten von Jaegersfeld